# Marcin Szyszko
Marcin Szyszko (ur. 30 kwietnia 1970, zm. 4 czerwca 2013) – polski perkusista, od roku 1992 do przełomu lat 2005-2006 związany z zespołem Wilki. Syn lekkoatletki Jadwigi Szyszko.

## Przypisy

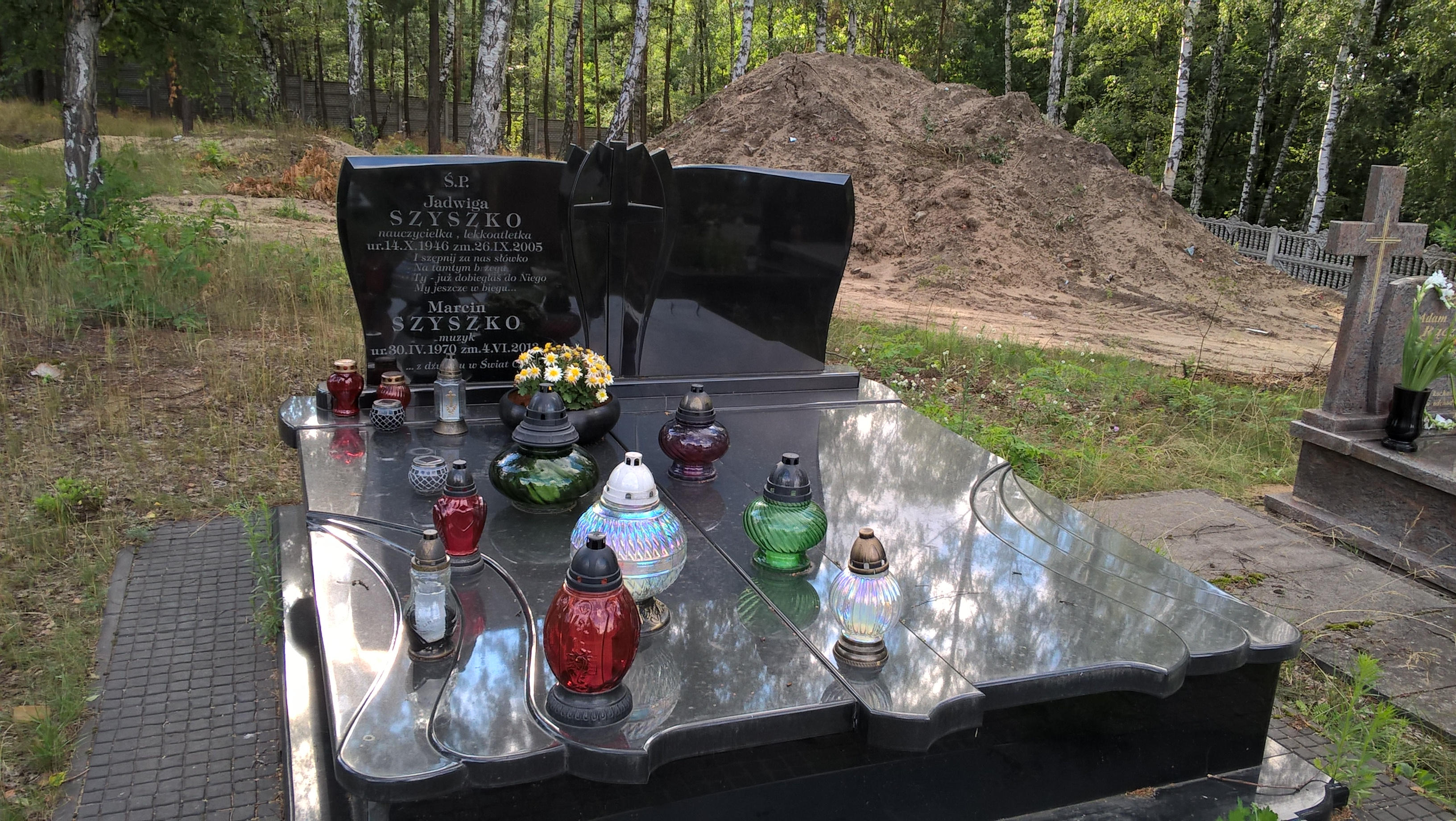
Grób Marcina Szyszki na cmentarzu w Starej Miłośnie

## Dyskografia
- 1993: Wilki Przedmieścia
- 1994: Wilki Acousticus Rockus
- 2000: Wilki Największe przeboje
- 2002: Wilki Wilki Live
- 2002: Wilki 4
- 2004: Wilki Watra